# خواهران برونته

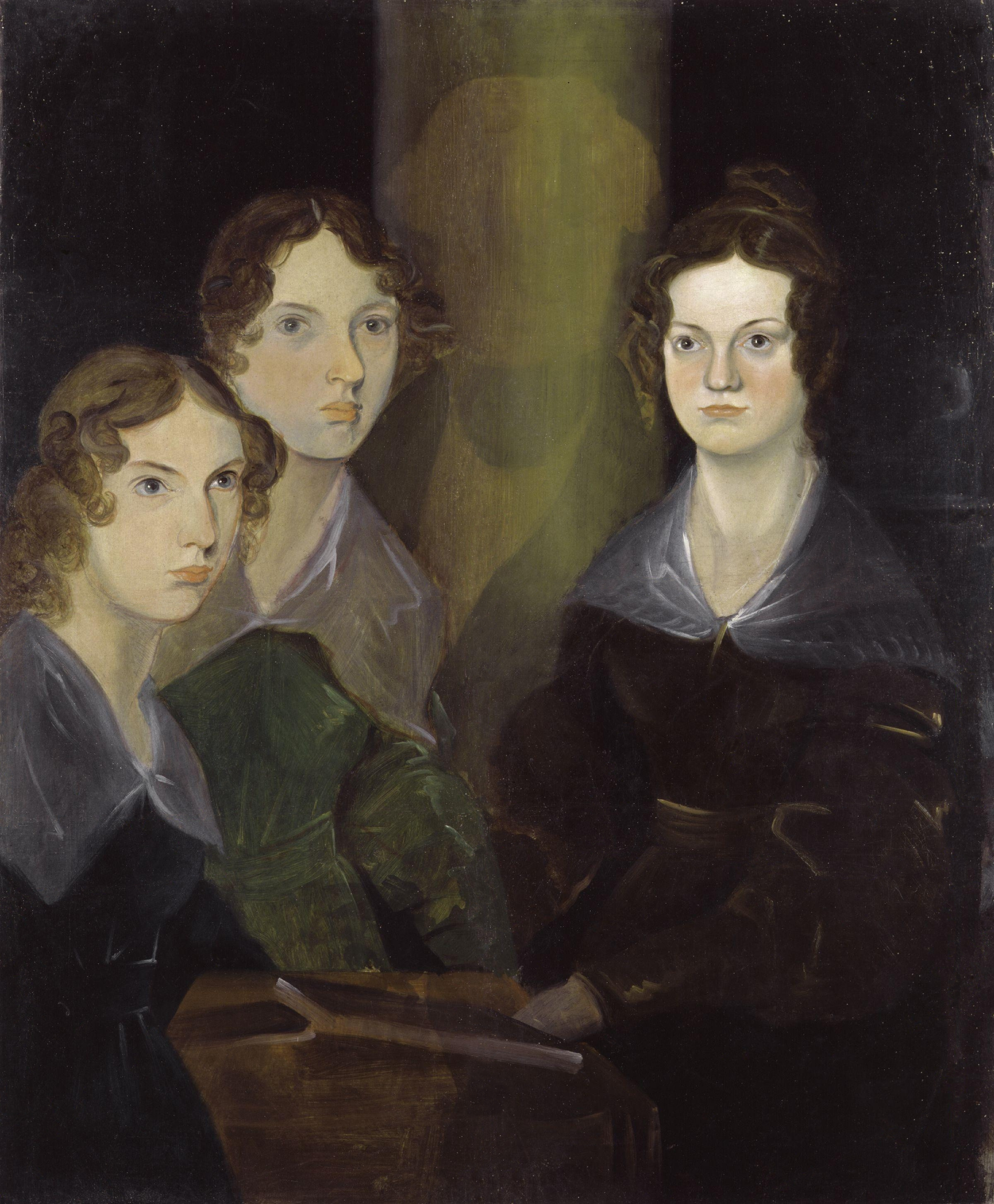
خواهران برونته

خواهران برونته (به انگلیسی: Brontë family)، شارلوت برونته (‎۱۸۱۶ – ۱۸۵۵)، امیلی برونته (‎۱۸۱۸ – ۱۸۴۸) و آن برونته (‎۱۸۲۰ – ۱۸۴۹)، سه خواهر از مفاخر ادبی بریتانیا بودند که کتاب‌هایشان در دهه‌های ۴۰ و ۵۰ قرن نوزدهم میلادی منتشر شد و آثارشان در فهرست ادبیات کلاسیک جهان قرار گرفت.

## زندگی
شارلوت برونته، امیلی برونته و آن برونته فرزندان پاتریک برونته کشیش منطقه هاورث در انگستان و ماریا برانول، بودند که هر سه در شهر تورنتون در غرب یورک‌شر به دنیا آمدند. آن‌ها دارای دو خواهر دیگر نیز بودند که در کودکی از دنیا رفتند؛ و همچنین برادر آنها به نام برانول نیز شاعر و نقاش بود. هر سه خواهر به عنوان آموزگار و همچنین معلم سرخانه به فعالیت پرداختند. در سال ۱۸۴۳ شارلوت و امیلی برای یادگیری و تقویت زبان فرانسه به بروکسل رفتند و خیلی زود پس از شنیدن خبر مرگ عمه‌شان الیزابت که بعد از مرگ مادر، عهده‌دار نگهداری آن‌ها بود به هاورث بازگشتند. شارلوت در ‎۱۸۴۳– ۱۸۴۴ با عنوان معلم زبان انگلیسی به بروکسل بازگشت، ولی به علت تنهائی و مشقات زندگی، مجدد به خانواده‌اش در هاورث یورک‌شر پیوست.

## آثار
در سال ۱۸۴۶ این سه خواهر کتاب شعری با هزینه خود با اسامی مستعار کارربرای شارلوت، الیسبرای امیلی و اکتون برای آن منتشر ساختند. این کتاب موفقیتی به دست نیاورد، و پس از آن خواهران برونته به نوشتن رمان پرداختند.
کتاب‌های اگنس گری توسط آن و جین ایر توسط شارلوت در سال ۱۸۴۷ به طبع رسیدند که در این سال جین ایر جزو پرفروش‌ترین آثار به‌شمار می‌رفت. سپس در سال ۱۸۴۸ امیلی رمان بلندی‌های بادگیر (نیز با ترجمهٔ فارسی عشق هرگز نمی‌میرد) و آن داستان مستأجر عمارت وایلدفل را منتشر کردند. بعدها شارلوت شرلی را در ۱۸۴۹ و ویلت را در ۱۸۵۳ منتشر ساخت. تمام این کتاب‌ها کمابیش به موفقیت دست یافتند.

## درگذشت
عمر خواهران برونته بسی کوتاه بود. امیلی قبل از اتمام دومین رمانش، در سال ۱۸۴۸ در ۳۰ سالگی به علت بیماری سل و آن در سال بعد به سبب همان بیماری در ۲۹ سالگی درگذشتند. شارلوت در سال ۱۸۵۴ به همسری معاون پدرش، آرتور نیکولز درآمد و یک سال بعد به دنبال بیماری تیفوس در سن ۳۸ سالگی درگذشت.

## یادداشت
1. ↑  Currer
2. ↑  Ellis
3. ↑  Acton